# Union (hrabstwo Rock)
Union – miasto w Stanach Zjednoczonych, w stanie Wisconsin, w hrabstwie Rock.